# آرثر ميلو
آرثر هينريك راموس دي أوليفيرا ميلو (تلفظ برتغالي: ‎/ˈaʁtuʁ ẽ.ˈʁi.ki ˈʁɐ.muʃ d͡ʒi o.li.ˈvej.ɾɐ mewu/‏؛ مواليد 12 أغسطس 1996) المعروف بـ آرثر ميلو (بالبرتغالية: Arthur Melo‏) أو ببساطة آرثر (بالبرتغالية: Arthur‏). هو لاعب كرة قدم برازيلي يلعب في مركز الوسط مع نادي جيرونا في الدوري الإسباني على سبيل الإعارة من نادي يوفنتوس، ويلعب أيضًا مع منتخب البرازيل لكرة القدم.
ولد في غويانيا، بدأ مسيرته المهنية مع غريميو بفوزه ب‍كوبا ليبرتادوريس في عام 2017 و‌بطولة غاوتشو في عام 2018. في السنوات الثلاث التي قضاها في غريميو، كان آرثر مراقب من قبل برشلونة، ووقعوا معه مقابل رسوم أولية بقيمة 31 مليون يورو في 2018.
شارك آرثر لأول مرة مع البرازيل في 2018 بعد أن شارك مع منتخب البرازيل تحت 17 سنة لكرة القدم. كان لاحقًا جزءًا من الفريق الذي فاز ب‍كوبا أمريكا 2019.

## مسيرته الكروية

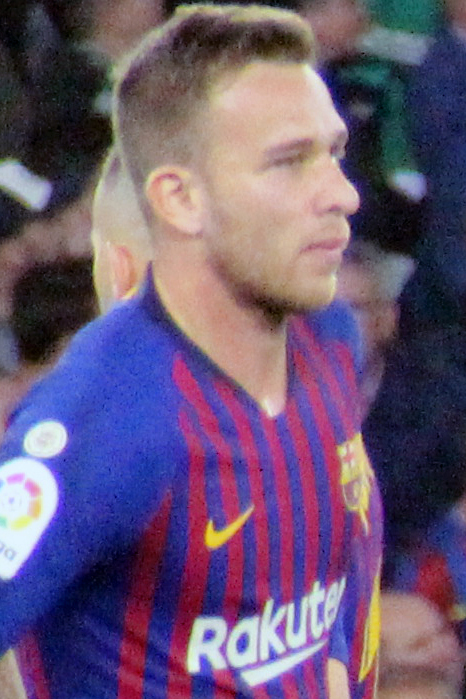
آرثر مع نادي برشلونة موسم 2018–19

### بدايته المبكرة
بدأ آرثر مسيرته مع نادي مسقط رأسه غوياس في سن الثانية عشر. في عام 2010، بعد أن شوهد في بطولة الشباب، انتقل إلى غريميو.

### غريميو
في يناير 2015، وبعد أداءه المثيرة للإعجاب في كأس ساو باول، تمت ترقية آرثر من فريق فئة الشباب إلى الفريق الأول تحت قيادة المدرب لويس فيليبي سكولاري. بدأ بشكل غير متوقع في أول مباراة للفريق، ضد ايموري في بطولة غاوتشو. في عام 2016، لعب آرثر أول مباراة له في الدوري في المباراة الأخيرة من الموسم، وخسر فريقه المباراة بنتيجة 1–0 ضد بوتافوغو ريغاتاس، بعد أن دخل كبديل محل كايو في الشوط الثاني.
في عام 2017، أصبح آرثر يشارك باستمرار مع الفريق الأول بعد أن قدم سلسلة من العروض الجيدة في الدوري البرازيلي وبطولة غاوتشو. لعب أول مباراة له في كأس ليبرتادوريس في مباراة التعادل 1–1 ضد غواراني، كما حصل على لقب «رجل المباراة» بعد إكماله 40 تمريرة صحيحة بنسبة 100٪. طريقة لعبه وأسلوب بناءه للهجمات يشبه لاعبي خط الوسط الإسبانيين أندريس إنييستا تياغو ألكانتارا. وبسبب أداءه وطريقة لعبه جذب أنظار بعض الأندية الأوروبية مثل تشيلسي، وبرشلونة وأتلتيكو مدريد. في شهر مايو، سجل آرثر أول هدف في مسيرته، وكان في المباراة الافتتاحية لكأس البرازيل ضد فلومينينسي في مباراة الفوز 3–1. في يوليو، سجل هدفه الأول في الدوري في مباراة الفوز 3–1 ضد فيتوريا.

### برشلونة
في 11 مارس 2018، توصل نادي برشلونة إلى اتفاق مع نادي غريميو بشأن انتقال آرثر. وافق النادي الكتالوني على دفع 30 مليون€ بالإضافة إلى 9 مليون€ متغيرات إضافية. في 28 يوليو، سجل آرثر هدفاً رائعاً في أول مباراة له ضد توتنهام هوتسبير في مباراة ودية ببطولة الكأس الدولية للأبطال قبل بداية الموسم. في 12 أغسطس شارك في أول مباراة رسمية له مع برشلونة، وكانت في كأس السوبر الإسباني ضد إشبيلية. وانتهت المباراة بفوز البلوغرانا بنتيجة 2–1 ليحقق أول ألقابه معهم.

### يوفنتوس
في 29 يونيو 2020، أعلن نادي برشلونة أنهم توصلوا إلى اتفاق مع يوفنتوس لانتقال أرثر بعقد مدته خمس سنوات مقابل 72 مليون يورو، بالإضافة إلى 10 ملايين يورو كمتغيرات؛ حيث تم المبادلة بينه وبين ميراليم بيانيتش. ظهر لأول مرة مع ناديه ولأول مرة في الدوري الإيطالي وذلك في 27 سبتمبر، حيث جاء كبديل في التعادل 2–2 أمام نادي روما على ملعب أولمبيكو.

#### إعارة إلى ليفربول
في 1 سبتمبر 2022، أعلن نادي ليفربول عن التوقيع مع آرثر في صفقة إعارة. أعلن يوفنتوس أن ليفربول قد دفع 4.5 مليون يورو كرسوم من أجل الإعارة، مع خيار شراء اللاعب مقابل 37.5 مليون يورو بعد انتهاء مدة الإعارة وذلك يوم 30 يونيو 2023.
في 7 سبتمبر 2022، ظهر آرثر لأول مرة مع ليفربول في الهزيمة 4–1 في دوري أبطال أوروبا أمام نادي نابولي.
بدأت تجربة آرثر مع ليفربول بمشاكل في الحالة البدنية حيث بدأت أثناء تواجده مع يوفنتوس والتي أجبرته على التدريب بمفرده. لتحسين الوضع البدني، قام آرثر باللعب ضمن صفوف ليفربول تحت 21 ليستطيع اللعب مع الفريق الأول.

## مسيرته الدولية
مثل آرثر منتخب البرازيل في الفئات السنية تحت 17 وتحت 20 سنة. وتم استدعاه لمنتخب البرازيل تحت 17 سنة للعب في بطولة أمريكا الجنوبية تحت 17 سنة في عام 2013.
في 15 سبتمبر 2017، تم استدعاه لأول مرة لمنتخب البرازيل الأول لمواجهة بوليفيا وتشيلي في تصفيات كأس العالم 2018. في مايو 2018، تم اختباره ضمن القائمة الاحتياطية لكأس العالم 2018.
شارك لأول مرة على الصعيد الدولي ضد الولايات المتحدة في مباراة الفوز الودي 2–0 في 7 سبتمبر 2018، حيث دخل كبديل. كانت أول مشاركة له كأساسي مع البرازيل ضد السلفادور في مباراة الفوز 5–0 في 12 سبتمبر. وأشاد المدير الفني تيتي بأسلوب لعب لاعب الوسط قائلاً: «إنه يجد دائمًا أفضل مخرج، وأفضل تمريرة. حتى إذا لم يصنع هدف بشكل مباشر، فهو يأتي بتمريرة تساعد اللاعب».
في مايو 2019، تم إدراج آرثر في تشكيلة البرازيل المكونة من 23 لاعب للمشاركة في كوبا أمريكا 2019 على أرض الوطن. في نهائي كوبا أمريكا 2019 ضد بيرو المضيفة في 7 يوليو، على ملعب ماراكانا، صنع آرثر هدف التقدم في نهاية الشوط الأول لغابرييل جيسوس. انتهت المباراة بانتصار البرازيل 3–1. ليحقق أول ألقابه مع السامبا.
سجل آرثر هدفه الدولي الأول للبرازيل في 17 نوفمبر 2020، وهو الهدف الافتتاحي في الفوز 2–0 خارج أرضه على الأوروغواي في تصفيات كأس العالم 2022.

## أسلوب لعبه
آرثر قادر على اللعب في أدوار صانع ألعاب عميق، من صندوق إلى صندوق، الوسط المحوري، وأحيانًا أيضًا يلعب ك‍وسط دفاعي. خفة الحركته بالملعب، قدرته الفنية، مراوغاته وحركته بالكرة أو بدون تتيح له خلق مساحة لزملائه والتحكم بمجريات اللعب في خط الوسط، ويتميز أيضًا برؤية استثنائية، وقدرة على صناعة اللعب والتمرير الدقيق ذلك يزيد من نسبة الاستحواذ على الكرة، وخلق الفرص، وعمل تمريرات حاسمة لزملائه في الفريق. في عام 2020، صرح لاعب خط الوسط السابق إنزو ماريسكا أنه يرى أن آرثر هو الأنسب لأدوار الوسط المهاجم أو "الميزيلا".

## الإحصائيات
آخر تحديث 27 يونيو 2020.
| النادي   | الموسم   | الدوري           | الدوري | الدوري  | الكأس  | الكأس   | قاري   | قاري    | أخرى   | أخرى    | المجموع | المجموع |
| النادي   | الموسم   | الدرجة           | الظهور | الأهداف | الظهور | الأهداف | الظهور | الأهداف | الظهور | الأهداف | الظهور  | الأهداف |
| -------- | -------- | ---------------- | ------ | ------- | ------ | ------- | ------ | ------- | ------ | ------- | ------- | ------- |
| غريميو   | 2015     | الدوري البرازيلي | 0      | 0       | 0      | 0       | —      | —       | 1      | 0       | 1       | 0       |
| غريميو   | 2016     | الدوري البرازيلي | 1      | 0       | 0      | 0       | —      | —       | 0      | 0       | 1       | 0       |
| غريميو   | 2017     | الدوري البرازيلي | 27     | 1       | 5      | 1       | 12     | 0       | 6      | 0       | 50      | 2       |
| غريميو   | 2018     | الدوري البرازيلي | 7      | 1       | 1      | 0       | 3      | 0       | 7      | 3       | 18      | 4       |
| غريميو   | المجموع  | المجموع          | 35     | 2       | 6      | 1       | 15     | 0       | 14     | 3       | 70      | 6       |
| برشلونة  | 2018–19  | الدوري الإسباني  | 27     | 0       | 7      | 0       | 9      | 0       | 1      | 0       | 44      | 0       |
| برشلونة  | 2019–20  | الدوري الإسباني  | 21     | 3       | 3      | 1       | 4      | 0       | 0      | 0       | 28      | 4       |
| برشلونة  | المجموع  | المجموع          | 48     | 3       | 10     | 1       | 13     | 0       | 1      | 0       | 72      | 4       |
| الإجمالي | الإجمالي | الإجمالي         | 41     | 2       | 7      | 1       | 18     | 0       | 15     | 3       | 81      | 6       |

1. ↑  جميع المباريات في كأس البرازيل وكأس ملك إسبانيا
2. 1 2  جميع المباريات في بطولة غاوتشو
3. 1 2  جميع المباريات في كأس ليبرتادوريس
4. ↑  أربع مباريات في بطولة غاوتشو ومباراتين في الدوري البرازيلي الأول
5. ↑  جميع المباريات في كأس السوبر الإسباني

## الإنجازات

### النادي
غريميو
- كأس البرازيل: 2016[30]

- كأس ليبرتادوريس: 2017[30]
- كوبا سود أمريكانا: 2018[30]
- بطولة غاوتشو: 2018[30]

 برشلونة
- الدوري الإسباني: 2018–19[30]
- كأس السوبر الإسباني: 2018[30]

 البرازيل
- كوبا أمريكا: 2019[31]

الفردية
- الدوري البرازيلي تشكيلة السنة: 2017[17]
- الدوري البرازيلي أفضل لاعب واعد: 2017[17]
- جائزة أفضل لاعب في أمريكا الجنوبية: 2017 (المركز الثالث)[32]
- فريق البطولة في كوبا أمريكا: 2019[33]
- فيفبرو مرشح: 2019 (الوسط الحادي عشر)

## وصلات خارجية
- آرثر  على سكروي
- آرثر ميلو على موقع الاتحاد الأوربي (الإنجليزية)
- آرثر ميلو على موقع إي إس بي إن إف سي (الإنجليزية)
- آرثر ميلو على موقع قاعدة بيانات كرة القدم.إي يو (الإنجليزية)
- آرثر ميلو على موقع ليكيب (الفرنسية)
- آرثر ميلو على موقع ناشيونال فوتبول تيمز (الإنجليزية)
- آرثر ميلو على موقع Soccerbase.com (لاعب) (الإنجليزية)
- آرثر ميلو على موقع Soccerway.com (الإنجليزية)
- آرثر ميلو على موقع عالم كرة القدم.نت (الإنجليزية)
- آرثر على transfermarkt